# Pandariya
Pandariya è una suddivisione dell'India, classificata come nagar panchayat, di 12.453 abitanti, situata nel distretto di Kawardha, nello stato federato del Chhattisgarh. In base al numero di abitanti la città rientra nella classe IV (da 10.000 a 19.999 persone).

## Geografia fisica
La città è situata a 22° 13' 60 N e 81° 25' 0 E e ha un'altitudine di 347 m s.l.m.

## Società

### Evoluzione demografica
Al censimento del 2001 la popolazione di Pandariya assommava a 12.453 persone, delle quali 6.398 maschi e 6.055 femmine. I bambini di età inferiore o uguale ai sei anni assommavano a 1.964, dei quali 1.014 maschi e 950 femmine. Infine, coloro che erano in grado di saper almeno leggere e scrivere erano 7.368, dei quali 4.435 maschi e 2.933 femmine.